# Odeon (Leipzig)

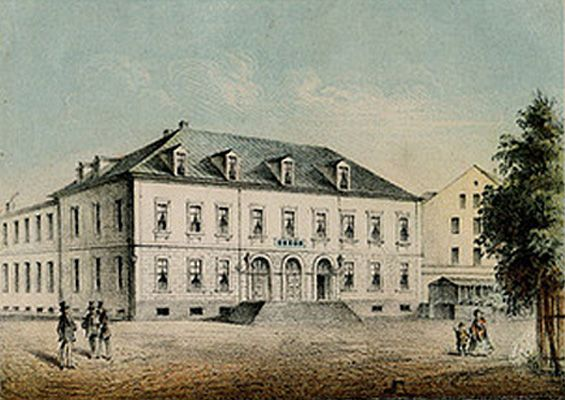
Das Odeon um 1850

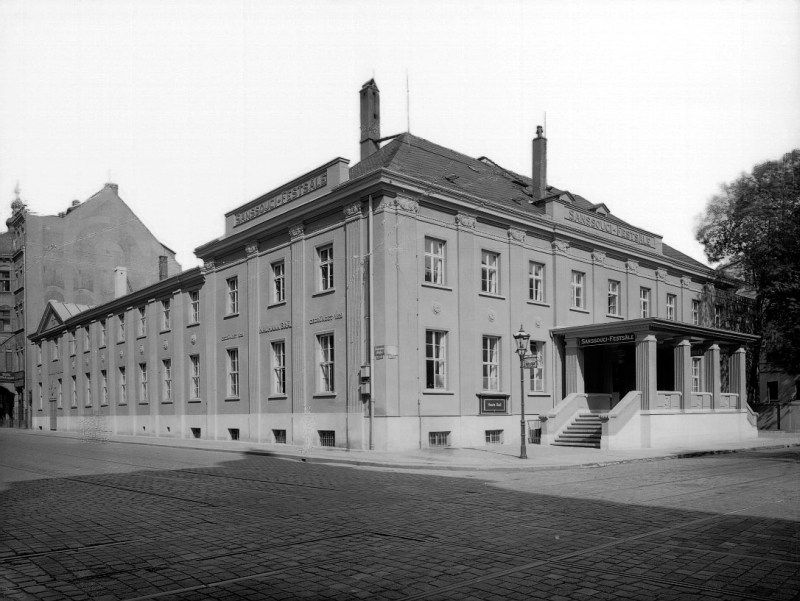
Als Sanssouci-Festsäle um 1900

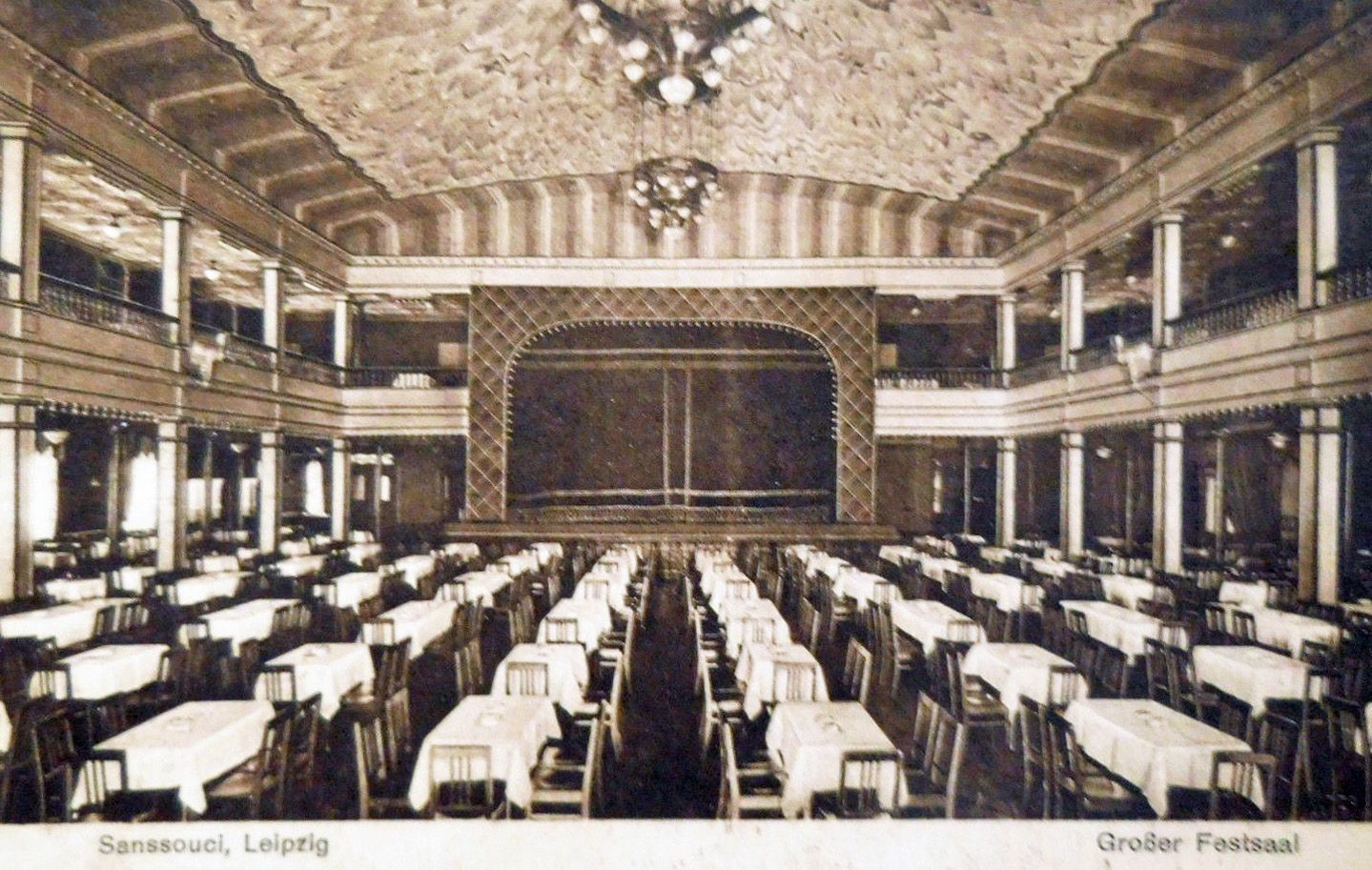
Der Festsaal um 1930

Das Odeon war ein Veranstaltungsgebäude in Leipzig, das unter verschiedenen Namen bis 1943 bestand.

## Geschichte
1847 wurde am nordwestlichen Ende von Reichels Garten auf dem Grundstück Elsterstraße 12, Ecke Promenadenstraße (heute Käthe-Kollwitz-Straße) ein Veranstaltungsgebäude mit großem Saal errichtet. Die Elsterstraße war aus einem Hauptgartenweg des Apelschen und später Reichelschen Gartens entstanden und 1840 so benannt worden. Das neue Gebäude erhielt den Namen „Odeon“. Zahlreiche Plakate im Stadtgeschichtlichen Museum Leipzig belegen dort Musik- und Sportveranstaltungen, aber auch Versammlungen politischer Vereine, wie die des Leipziger Vaterlandsvereins.
1868 wurde das Odeon in „Tonhalle“ (mitunter auch Thonhalle) umbenannt. Die Art der Veranstaltungen blieb ähnlich. Auffallend ist die Nutzung durch den Leipziger Arbeiterbildungsverein, der von 1873 bis 1878 auch seine jährlichen Stiftungsfeste hier abhielt. Mit Inkrafttreten des Sozialistengesetzes 1878 ließ die Nutzung durch politische Vereine nach.
1895 wurde das Gebäude wieder umbenannt, nunmehr in „Sanssouci-Festsäle“ (auch Etablissement Sanssouci). Eine Ansichtskarte aus dieser Zeit weist auf der südöstlichen Seite einen großen Biergarten aus. Ende der 1930er tauchen auch Veranstaltungen der Nationalsozialistischen Gemeinschaft Kraft durch Freude (KdF) auf.
Die Sanssouci-Festsäle wurden beim Luftangriff auf Leipzig vom 4. Dezember 1943 zerstört. Nach dem Krieg wurde hier ein Bürogebäude errichtet, das zur Käthe-Kollwitz-Straße zählt. Die Adresse Elsterstraße 12 hat nunmehr ein benachbartes Wohngebäude.